# Joan Breton Connelly
Joan Breton Connelly és una arqueòloga clàssica estatunidenca, professora de Classiques i Història de l'Art a la Universitat de Nova York. És Directora del Yeronisos Island Excavations i de l'Escola de Camp de Xipre. Connelly Va guanyar una beca MacArthur el 1996. El 2007 va rebre el premi a l'excel·lència en ensenyament pre-universitari de l'Archaeological Institute of Amercia i va. És una ciutadana honorable del municipi de Peyia, a la República de Xipre.